# Cephalophus natalensis
Céphalophe du Natal
Espèce
Statut de conservation UICN

 LC  : Préoccupation mineure
Le Céphalophe du Natal (Cephalophus natalensis) est un mammifère appartenant à la famille des Bovidae.